# Strongylosoma lusitanum
Strongylosoma lusitanum är en mångfotingart som beskrevs av Karl Wilhelm Verhoeff 1892. Strongylosoma lusitanum ingår i släktet Strongylosoma och familjen orangeridubbelfotingar. Inga underarter finns listade i Catalogue of Life.